# Pseudotomentella tristis
Pseudotomentella tristis är en svampart som först beskrevs av Petter Adolf Karsten, och fick sitt nu gällande namn av M.J. Larsen 1971. Pseudotomentella tristis ingår i släktet Pseudotomentella och familjen Thelephoraceae.  Arten är reproducerande i Sverige. Inga underarter finns listade i Catalogue of Life.